# Emilia Castañeda Martínez
Emilia Castañeda Martínez es una pintora e ilustradora española.

## Trayectoria
Nació el 7 de noviembre de 1943 en Madrid, aunque se trasladó a Barcelona con su familia siendo muy niña. Su formación comenzó en 1956 en la academia del pintor Víctor Esteban Ripaux y en las escuelas Llotja en 1959 y Massana en 1969. A comienzos de la década de los 70 concluyó su formación y se dedicó por completo a la pintura desde entonces.
Ha participado en numerosas exhibiciones desde entonces. Su temática se centra en la figura desnuda, entre otros temas figurativos, con un estilo atmosférico que ha sido comparado con el de modernistas como Gustav Klimt, Anglada Camarasa y con la escuela simbolista francesa. Trabaja principalmente con pintura al óleo, pastel y acuarela. Parte de su obra contiene una fuerte carga erótica, por lo que algunas galerías de arte se han negado a exponer sus cuadros.

## Premios y galardones
- 1964 2º Premio Barcelona de Notas Pictóricas.
- 1968 VII Premio a la pintura joven.
- 1969 X Premio a la pintura joven.
- 1970 XI 1.er Premio a la pintura joven.
- 1970 1.er PremioMedalla Fortuny.
- 1971 1.er Premio VI Certamen de Arte del Vallés.
- 1971 1.er Premio IX Salón de Arte Martorell.
- 1971 1.er Premio de pintura Isidro Nonell, patrocinado por el Real círculo de Sant Lluch.
- 1977 Realización de Sant Jordi para la Diputación de Barcelona.

## Exhibiciones
Exposiciones individuales
- 1973 Galería Lleonart, Barcelona.
- 1975 Sala Nonell, Barcelona.
- 1976 Galería Anquin's, Reus.
- 1976 Sala Nonell, Barcelona.
- 1977 Galería Lleonart, Barcelona.
- 1979 Galería Jaime III, Palma de Mallorca.
- 1980 Llotja d' Art, Barcelona.
- 1980 Galería Anquin's, Reus.
- 1980 Exposición fondo Internacional de Pintura, Barcelona.
- 1981 Galería Kreisler, Barcelona.
- 1981 Galeríe d' Art de Lúcete, París.
- 1982 Galería Bearn, Palma de Mallorca.
- 1982 Salón des Independants, París.
- 1983 Societée Nationale des Beaux Arts. Grand Palais, París.
- 1983 Galería Unbergurg-Regensberg, Zúrich.
- 1983 Fondation Herbert-D'Uckermann, Grenoble.
- 1984 Galeríe Guiot, Galeríe Marcel Bernhein, París.
- 1985 Galería Lleonart, Barcelona.
- 1986 Galería Scala, Barcelona.
- 1987 Galería Sokoa, Madrid.
- 1988 Galería Am Operning, Viena.
- 1991 Galería Foz, Sitges.
- 1993 Galería María Salvat, Barcelona
- 1994 Galería Capital Bank-Miami, USA.
- 1995 Galena Granero, Bélgica.
- 1995 Lincoln Center, New york, USA.
- 1995 Galería Mellado, Madrid.
- 1996 Ambassador Galleríes, New York, USA.
- 1996 Galería Foz, Sitges.
- 1999 Granero, Bélgica.
- 2002 Art Petrixol, Barcelona.
- 2003 Giacomo Gallery, Barcelona.
- 2005 Galería Foz, Sitges, Barcelona, España.
- 2007 Exposición de la nueva obra para amigos clientes y galerías en el estudio de la pintora, Barcelona.
- 2010 Homenaje a Emilia Castañeda en El círculo Artístico san Lluch, Barcelona.
- 2010 Omnium Arts, Girona, España.
- 2010 Galería Beumers, Aachen, Alemania.
- 2011 Galería Leonart, Barcelona.

Exposiciones colectivas
- Sala Nonell, Madrid.
- Peintres d'Espagne Catalane, 2005, Saint Etienne, Francia.
- Art Figuratiu, Galería Bonanova, Barcelona.
- Simultania a Franca i Catalunya, 2005, Mitre Gallery, Barcelona.
- Museo del Surrealismo, Chateau de Vaux, Melum, Francia.
- Salones de mayo, Anquin's, Reus.
- Homenaje a Pavarotti. Barcelona.
- Salón Femenino, Casa Irisalbe, Barcelona.
- Feria Internacional de Washington, USA.
- SamGallery, Marbella.
- Arte Expo, Barcelona.
- Galería Pizarro, Valencia.
- Darby Louise, Barcelona.

Museos con su obra
- Museo Erótico Americano, Bogotá, Colombia.
- Museo de Tossa, Girona, España.
- Museo Erótico de Barcelona, España.